# آخرین روزهای جان آلن چاو
آخرین روزهای جان آلن چاو (به انگلیسی: The Last Days of John Allen Chau) یک فیلم زندگی‌نامه‌ای آمریکایی آماده اکران به کارگردانی جاستین لین و نویسندگی بن ریپلی است. این فیلم بر اساس مقاله «آخرین روزهای جان آلن چاو» نوشته الکس پری ساخته شده است.
این فیلم داستان جان آلن چاو، یک مبلغ آرمان‌گرا را روایت می‌کند که می‌خواهد با مردم سنتینلی قبیله‌ای منزوی که در جزیره سنتینل شمالی در اقیانوس هند زندگی می‌کنند، ارتباط برقرار کند.

## ساخت
فیلمبرداری از ۱۷ می ۲۰۲۴ در تایلند آغاز شد.